# Te Rata
Te Rata Mahuta (tra il 1877 e il 1880 – Waahi, 1º ottobre 1933) è stato re dei Māori dal 1912 al 1933.

## Biografia
Te Rata nacque tra il 1877 e il 1880 ed era il figlio maggiore di re Mahuta Tāwhiao e Te Marae, figlia del capo militare Amukete Te Kerei, che rimase ucciso in battaglia a Rangiriri nel novembre del 1863. Aveva quattro fratelli minori: Taipu (morto nel marzo del 1926), Tumate, Tonga e Te Rauangaanga.
Il 24 novembre 1912, circa due settimane dopo la morte del padre, fu scelto come suo successore. Come era consuetudine per un nuovo re Māori, assunse il nome di Pòtatau Te Wherowhero. Il suo regno fu segnato dalle sue non buone condizioni di salute e da molte polemiche.
Fin da bambino, Te Rata era stato un invalido cronico e aveva sofferto diverse malattie tra cui l'artrite reumatoide e le malattie cardiache. La prima influì fortemente la sua capacità di svolgere il ruolo di re. Ciò apparve particolarmente evidente durante una spedizione in Inghilterra nel 1914, intrapresa allo scopo di presentare ai funzionari britannici una petizione sulle violazioni del trattato di Waitangi. I Maori affermavano che la loro terra era stata ingiustamente confiscata in seguito alle guerre māori. Tuttavia, durante il suo viaggio verso l'Inghilterra, Te Rata finì per subire ripetuti attacchi di reumatismi. Ad esempio, durante una sosta ad Honolulu, non fu in grado di accettare un invito da parte della vecchia regina delle Hawaaii, Liliuokalani, l'ultima sovrana del suo popolo prima dell'annessione con gli Stati Uniti d'America. Inoltre, questi attacchi continuarono dopo il suo arrivo in Inghilterra, il 21 maggio 1914. In effetti, Te Rata era così malato che finì per rifiutare un incontro con importanti funzionari britannici, anche se alla fine riuscì a incontrare re Giorgio V e la regina Mary.
Sposò Te Uranga, figlia di Iriwhata Wharemaki e Hira Wati di Ngāti Korokī. Ebbero almeno tre figli:
- Korokī Te Rata Mahuta Tāwhiao Potatau Te Wherowhero;
- Taipu Mahuta; e
- Hori (George) Te Rata (nato da una relazione con Maata Paora).

Il figlio primogenito gli succedette alla sua morte. Dei suoi altri figli, Taipu era morto nel 1924 e Hori era stato dichiarato illegittimo su insistenza di Te Puea Herangi, cugino di Te Rata.
Morì al marae di Waahi il 1º ottobre 1933. Harry Holland, leader del Partito Laburista della Nuova Zelanda, fu stroncato da un infarto al suo funerale.